# Sociología en Polonia
La sociología en Polonia ha sido desarrollando, como la sociología en toda Europa, desde los mediados del siglo XIX. Hoy en día, la sociología polaca es una ciencia efervescente, con sus propios expertos y corrientes de pensamiento. Hasta principios de 1917 un erudito polaco, Jan Stanisław Bystroń, escribió que la sociología polaca es - como cualquiera otra sociología nacional - un campo notable y distinto.
"¿Es justificado el término 'sociología polaca', dado que la ciencia es universal y no sabe ningunas fronteras estatales o nacionales? [...] Los académicos de una dada nacionalidad tratan de algunos problemas más a menudo [...] cuando tornemos nuestra atención a las teorías sociológicas polacas, no se puede ignorar ... que fueron evocadas por otras necesidades y otros problemas con una respuesta teórica distinta que en la ciencia occidental" - Jan Stanisław Bystroń, 1917

## Historia
Aunque Polonia no existía como estado independiente durante el siglo XIX (debido a las Particiones de Polonia), algunos eruditos polacos publicaron obras que se integraron en el pensamiento sociológico nuevamente creado. Durante el período de entreguerras, la sociología se hizo popular en la Segunda República Polaca tras las obras de eruditos como Florian Znaniecki. Gran parte de la sociología polaca fue muy influenciada por el Marxismo. Sin embargo, sociólogos marxistas y judíos fueron sometidos a persecución durante varias etapas en la historia de Polonia. Zygmunt Bauman, sociólogo nacido en Polonia, y quizás uno de los teorizadores más conocidos, fue obligado a irse a Inglaterra en 1971 a causa de la política antisemita desarrollada por el gobierno comunista después de los sucesos de marzo de 1968.